# Mariquita-de-santa-lúcia
A mariquita-de-santa-lúcia (Setophaga delicata) é uma espécie de ave da família dos parulídeos, que é endémica de Santa Lúcia. Anteriormente era considerada uma subespécie da mariquita-porto-riquenha (S. adelaidae).